# 2009年世界運動會開幕式

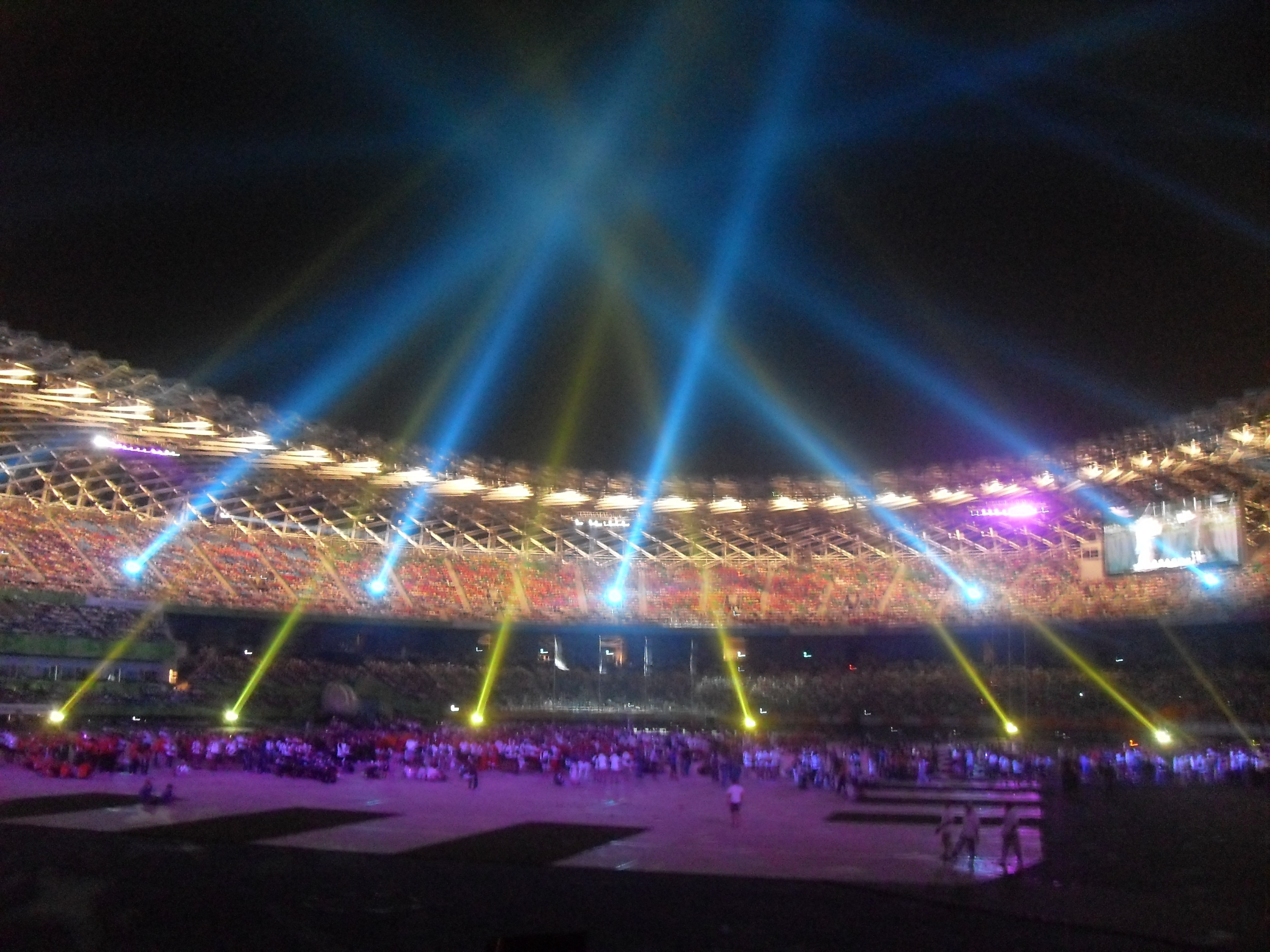
世運開幕典禮當天的主場館情景。

2009年世界運動會開幕式是高雄世運會的開幕典禮，於當地時間2009年7月16日晚上7時30分在中華民國高雄市國家體育場（別名「龍騰體育場」）舉行。

## 執行團隊
- 藝術總監：陳郁秀
- 專業管理：河河股份有限公司、安益國際集團

- 總策劃：建國
- 總導演：朱宗慶
- 總製作人：平珩
- 執行總策劃：陳錦誠、翁桂穗、涂登科
- 創意總監：Tobias Stupeler

- 導演：李小平
- 助理導演：王嘉明
- 執行助理導演：殷冠群、林立川
- 創意統籌：國立台北藝術大學

- 音樂總監：櫻井弘二（Koji Sakural）
- 樂團指揮：張佳韻
- 煙火音樂原曲作曲：錢南章
- 煙火音樂編曲：黃堃儼
- 運動DJ：柳凱文
- 音樂演出：高雄市交響樂團、高雄市國樂團、國立台北藝術大學音樂學院
- 合唱：中華民國陸軍軍官學校、國立高雄師範大學音樂學系

## 開幕前程序
19時整左右，中華民國總統馬英九陪同國際世界運動總會（IWGA）主席朗·佛契（Ron Froehlich）共同進場，隨行的尚有行政院院長劉兆玄、立法院院長王金平、高雄市市長陳菊等人。抵台訪問的諾魯總統馬可仕·史蒂芬（Marcus Stephen）亦參與開幕式。

## 開幕式播報語言
開幕式的播報語言有兩種，播報順序首先是東道主中華民國（中華台北）的官方語言漢語，其次是世運總會的官方語言英語。

## 開幕式程序
迎賓秀主持人為羅北安；開幕式司儀為聶雲與江惠頌。整場開幕式的音樂演奏，由高雄市國樂團、台北藝術大學管弦樂團、高雄市交響樂團聯手演出。

### 迎賓秀

#### 創意藝陣
- 演出者包括正修科技大學、實踐大學與高雄市莒光國小、高雄縣內門國小、溝坪國小、台南縣菁寮國小及屏東縣里港國小、瓦磘國小的學生們。
- 其中表演內容如高雄縣內門鄉著名的宋江陣等。

#### 樂旗對陣
- 由高雄兩間私立高職的樂旗隊擔當表演，分別是三信家商與樹德家商。

#### 野台開唱VJ秀－蛻變中的港都
- 邀請到高雄在地樂團滅火器樂團和由臺灣原住民組成的瑪莎露樂團演出。

### 歡迎儀式（傳承式）
- 開幕表演由台灣小朋友（世紀少年兒童合唱團）高喊「高雄世運歡迎你」進場，並與德國的小朋友交換禮物，台灣小朋友拆開德國小朋友送來的禮盒，張開世運會旗，由小朋友合唱名曲歡樂頌後揭開了開幕表演序幕，也象徵高雄世運傳承2005年德國杜伊斯堡世運，自此進入了高雄世運週期[1]。

### 表演主秀
分成象徵島嶼初生的「福爾摩沙」、隨著城市聚落興起的「萬民祈福」與台灣現代魅力的「活力高雄」為主架構，各別將台灣不同時期深具文化底蘊的台灣國家意象，展演於世人面前。

#### 福爾摩沙

##### 海洋之母
由數百位身穿藍色服飾，頭戴水滴狀象徵海洋的舞者舞動著手中的水球翩然入場。舞著以丟、拋、擲、接等方式，來表現出海洋的意象。隨後舞者們紛紛簇擁著中央六公尺舞台上，由台灣國寶級舞蹈家李彩娥飾演的海洋之母，象徵台灣文化起源與海洋的密不可分。最後舞者紛如潮水般向四周退去，體育場中央的巨幅投影出現了巨大的藍鯨圖案，也象徵著台灣島的現身。

##### 蝴蝶王國
隨後，數百名身穿蝴蝶形狀服飾的舞者入場，空中則同時出現了數面老鷹形狀的風箏。隨著舞者舞動著蝴蝶翅膀，模仿蝴蝶飛舞的樣子，展現出台灣蝴蝶王國的美稱及島上豐富多元的生態環境，也形塑出了早期台灣的原始風貌。

##### 原住民族

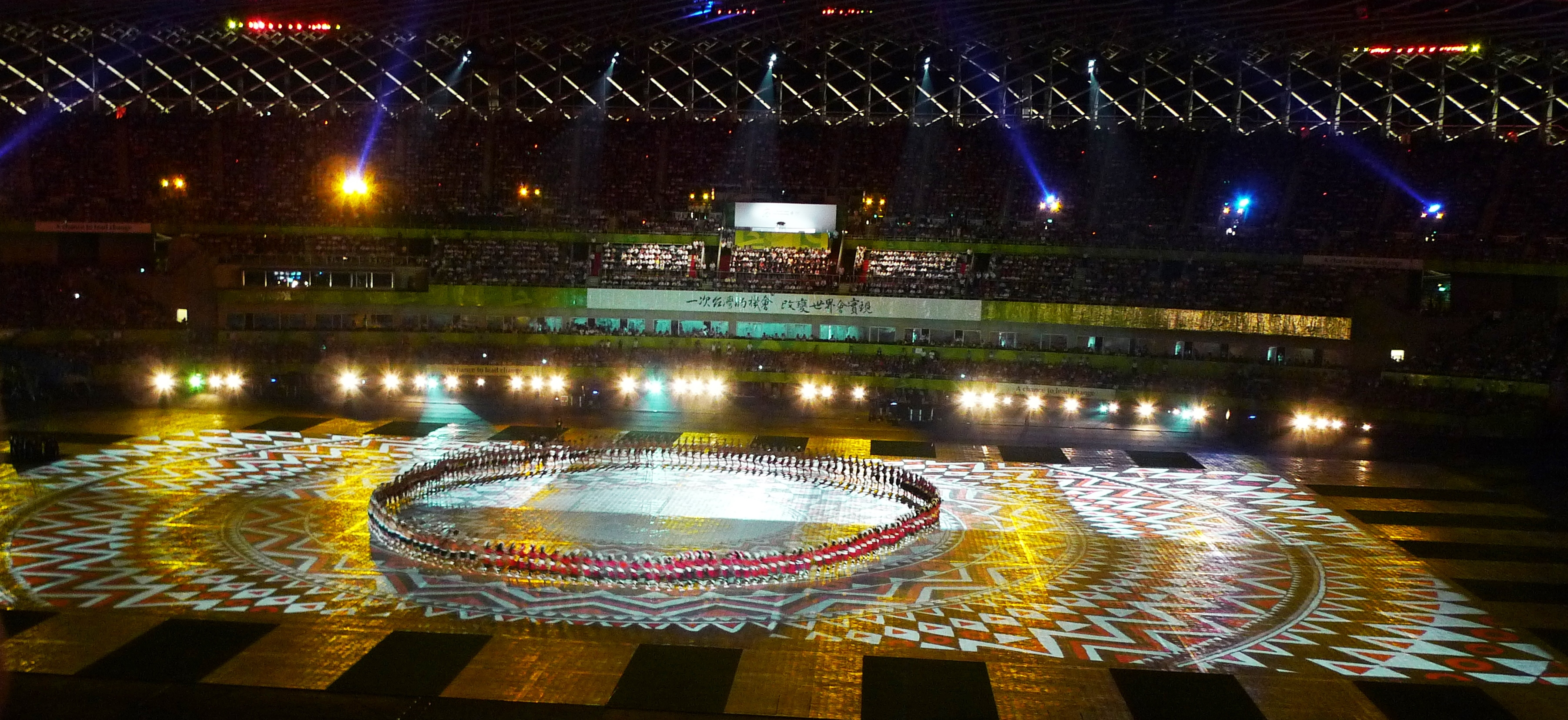
臺灣原住民族傳統舞蹈

由舞者用布幔模擬出了台灣的水文後，緊接著數十位達悟族族人手持著船槳在後，簇擁著一艘大型達悟族拼板舟震耳欲聾的呼著口號，演出了達悟族著名的「飛魚季」拼板舟下水儀式，此時地上投影出了飛魚圖案。
隨後由數百民阿美族男女族人以傳統的豐年祭歌舞炒熱場內氣氛，同時地上巨幅投影則投影出了原住民族傳統服飾的紋飾及泰雅族手部刺青符碼，為世人展現出了臺灣原住民族文化樸質動人的一面。自此第一段福爾摩沙演出告一段落。

#### 萬民祈福
由傳統廟會遊行中的「報馬仔」引燃排炮，象徵一場台灣廟會遊行的開始。一列列騎著機車頭戴LED燈飾的「電音三太子」入場，並在台灣知名的素人畫家洪通的畫作上滑稽逗趣地跳起「台客舞」，展現出了台灣獨具魅力的迎神賽會的城市魅力與台客文化的創意交融。此時，舞台兩旁出現了各式陣頭及華蓋（是給神明沿途遮陽歇涼之意，亦是古代「萬民傘」之遺風，別名「華蓋」或「涼傘」）等廟會遊行隊伍中的出現的傳統意像。
接著鑼鼓喧天的北管樂聲奏響，大規模的陣頭及神轎從舞台四方進場，由高雄豫劇團的武生在古典的雲紋上翻筋斗，向世人展現台灣漢民族特有傳統宗教文化的歡騰氣氛。
接著一段「霹靂布袋戲」的影片結束後，台灣布袋戲中知名的角色登場，在「西卿」與「荒山亮」兩位霹靂布袋戲歌手演唱出了其主題曲後，百名手持大型布袋戲偶的操偶師將傳統戲台上的布袋戲對戰場面，將電視表演中的布袋戲及其特效活靈活現躍然於主場館中。最後在布袋戲口白天王黃文擇的口白與煙火襯托下，布袋戲部份嘎然結束，萬民祈福橋段也告此結束。

#### 活力高雄
在優雅的鋼琴伴奏下，台灣「超馬好手」林義傑跑向舞台中央，帶著著兩列「星光自行車」隊環繞著世界地圖、東南亞地圖，最後林義傑與自行車隊帶領觀眾停在一幅巨大的台灣全圖中，也來到了本次世運主辦城市台灣高雄市。林義傑往天大喊，全場又陷入狂歡的氣氛中。
歡眾隨著身穿「台灣人」字樣衣服的搖滾樂手及打擊樂師熱力四射的節奏擺動，場中出現了六個由社區媽媽及學生組成的舞團。六做舞團分別由六位旅居海外的高雄舞蹈家帶領，跳起韻律舞與街舞，展現現代高雄的城市魅力。六個舞團各自簇擁一座油塔，油塔在冒火後化身成悠游於高雄「愛河」上的美麗風帆，象徵著高雄由早期的工業城市蛻變為今日美麗的活水宜居城市。
接著在台灣知名的女歌唱手黃小琥的歌聲中，身穿晚禮服的男女舞者緩步入場。黃小琥分別演唱了三首深具港都意像的台語名曲「大船入港」、「重逢高雄港」、「快樂的出航」。最後在「快樂的出航」歌聲與爆破昇天的五彩氣球，開幕主秀在驚喜與感動中圓滿結束。

### 運動員進場
- 表演主秀結束後，運動員依參賽國英文字母順序進場。本屆世運會的運動員進場儀式共有92個國家或地區、近1800名選手參加，但中國、哥斯大黎加、緬甸等代表團沒有選手進場，僅有掌旗學生持國旗進場[2]。
- 運動員進場儀式的序列安排，除東道主中華台北代表團為最後一隊入場外，其餘隊伍均按照國家（地區）的奧運英文代碼進行（如西班牙的代碼為「ESP」，故列入E序列進場）。
- 東道主中華台北代表團安排在最後一隊入場，共有304名選手參與進場儀式，是本屆世運會各代表團中人數最多的，掌旗官由男子柔術選手吳嘉倫擔任。中華台北代表團進場時，獲得全場觀眾熱烈歡呼[5]。

### 會旗進場
- 護旗人員：
  - 國際奧會會旗：朱木炎、蘇麗文、盧映錡、陳葦綾、曾紀恩、江志忠。
  - 國際世運總會會旗：潘麗玲、林志珉、蘇玉純、謝宗庭、張裴瑋、黃英哲。
  - 中華台北奧會會旗：許崇煌、胡琨、趙群倫、高嘉璘、楊清順、駱威霖。
  - 高雄市旗：邱淑容、吳寶春、許博勝、黃致豪、孔子翔、莊佳容。

### 致詞及宣布揭幕
- 進場儀式結束後，高雄市市長兼高雄世運組委會董事長陳菊、國際奧委會副主席豬谷千春與世運總會主席朗·佛契分別在開幕式上致詞。
- 朗·佛契致辭過後，以英文「中華民國總統」的全銜邀請馬英九總統出場主持開幕。馬英九總統隨即前往演講台，以中、英文各一次的方式向在場全體人士宣告：各位貴賓，各位女士，各位先生，我現在宣布，2009年高雄第8屆世界運動會開始！

### 升會旗
- 同時於主場館內升起國際奧會會旗、國際世運總會會旗、中華台北奧會會旗與高雄市旗，並演奏起中華民國國旗歌。
- 由中華民國海軍軍官學校擔任升旗手。

### 跨界演唱
開幕式的壓軸表演，是由紐西蘭歌手海莉（Hayley Westenra）、台灣歌手信、英國歌手羅素·華生（Russell Watson）及台灣歌手黃小琥帶來的9首歌曲演唱。

- 《奇異恩典》（Amazing Grace） - 演唱者：海莉
- 《月亮代表我的心》（The Moon Represents My Heart） - 演唱者：海莉、信
- 《飛翔》（Volare） - 演唱者：羅素·華生
- 《祈願者》（The Prayer） - 演唱者：海莉、羅素·華生
- 《我的未來不是夢》（My Future ain't a Dream） - 演唱者：信
- 《淚光閃閃》（Nada Sousou） - 演唱者：海莉
- 《河水湍湍》（Pokarekare Ana） - 演唱者：海莉、羅素·華生
- 《公主徹夜未眠》（Nessun Dorma） - 演唱者：羅素·華生
- 《我們是冠軍》（We are the Champions） - 演唱者：海莉、信、羅素·華生、黃小琥

### 煙火表演
- 此次開幕式煙火請來連續5年為台北101跨年煙火秀設計的團隊南下高雄。主題則為《飛簷雕鐲，追波逐浪》，時間達5分多鐘。以高雄海洋的異象為主軸，搭配著本土作曲家錢南章老師所製作的音樂《馬蘭姑娘》，並使用台灣首見的環跑式煙火，於高達12層樓高的主場館屋頂上以及附近的左訓中心佈局施放。
- 開幕煙火每3分鐘施放3000多發，每秒更要發射15到20發。而圍繞主場館頂一圈的環狀式煙火，除了是國內首次施放，也是當時跨距最長的煙火。

## 其他

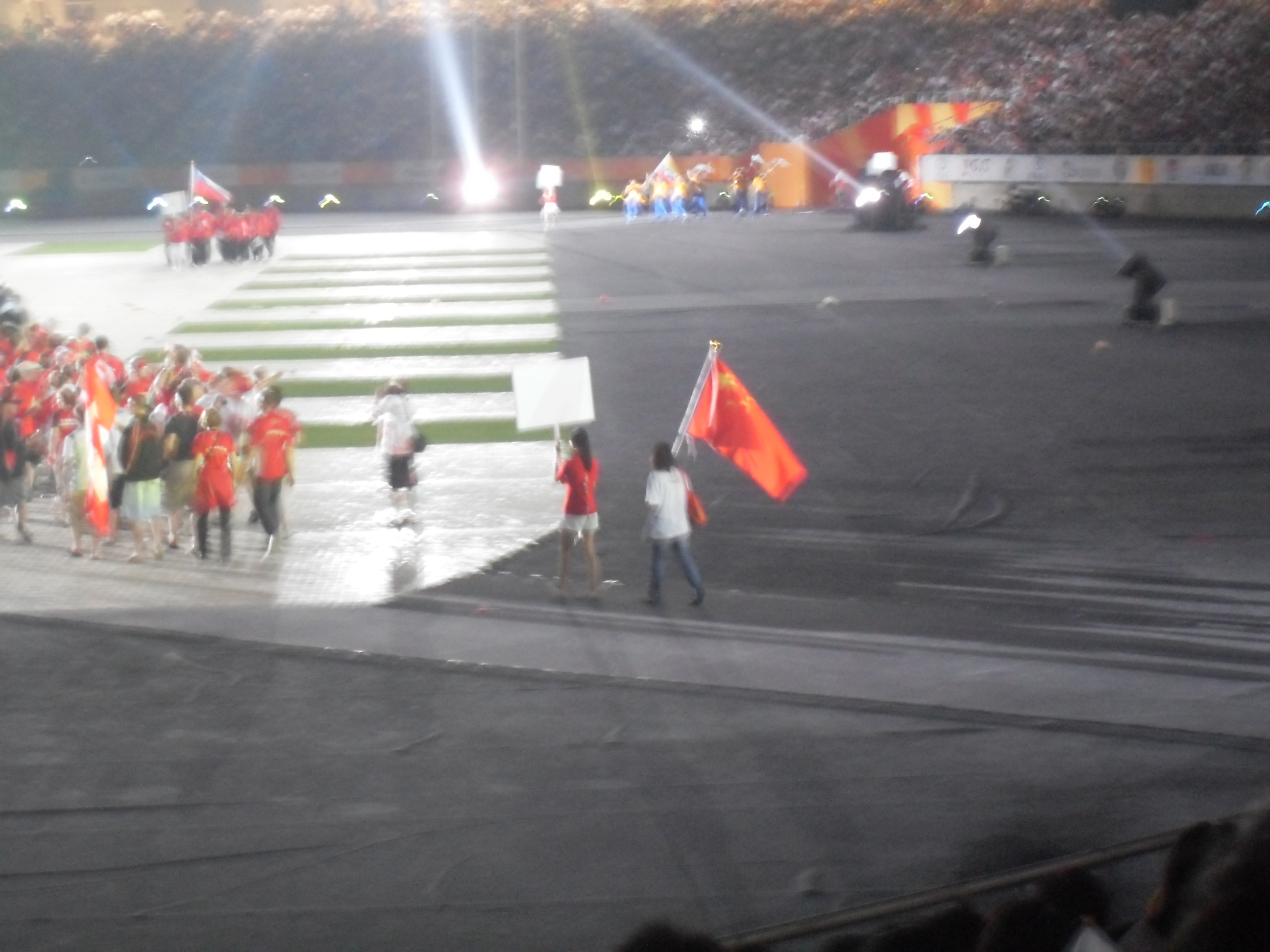
無選手參加開幕式的中國代表團。

### 中國代表團缺席
运动员入场式时，中国代表团的选手與工作人員並没有進場（亦缺席開幕式）；當時仅有两名高雄世運的工作人员，分别举着标有“中国 China”的引導牌和中华人民共和国国旗出场。不过中國选手仍照常参與世运会的比赛。